# Medwedi Tschechow
Medwedi Tschechow (russisch Гандбольный клуб Чеховские Медведи; zu Deutsch „Tschechower Bären“) ist ein russischer Handballverein aus Tschechow, einer 73.000-Einwohner-Stadt in der Oblast Moskau. Der Verein entstand aus der Handballsparte von ZSKA Moskau.

## Geschichte und Bedeutung

### ZSKA Moskau
Die 1971 gegründete Handballsparte des ZSKA Moskau löste den erfolgreichen Klub der frühen 1970er Jahre, MAI Moskau, ab Mitte des Jahrzehnts an der Spitze der sowjetischen Meisterschaft ab, da man die besten Spieler des Landes fast nach Belieben zur Armee und damit zu ZSKA einziehen konnte. In den achtziger Jahren gewann der Verein international an Bedeutung, 1987 gewann man den Europapokal der Pokalsieger, 1988 den Europapokal der Landesmeister. Als ab Ende der achtziger Jahre zahlreiche Topspieler ins Ausland wechseln durften, verlor der Verein an Bedeutung. Im IHF-Pokal 1990/91 erreichte man noch einmal das Finale. Die neu gegründete russische Liga gewann der Verein zwar noch 1994, 1995, 2000 und 2001. Dennoch erkannte die Vereinsführung den zunehmenden Verlust der russischen Liga an Konkurrenzfähigkeit. Daraufhin gab man den Anstoß zur Neugründung von Medwedi Tschechow.
Trainer waren seit Gründung unter anderem Juri Predecha (1971–1977), Juri Solomko (1977–1985), Waleri Melnik (1985–1989) und Anatoli Fedjukin (1989–1995).

### Bekannte ehemalige Spieler
- Wassili Baran
- Leonid Berenstein
- Waleri Gassi
- Wjatscheslaw Gorpischin
- Juri Kidjajew
- Serhij Kuschnirjuk
- Dmitri Kuselew
- Igor Lawrow
- Michail Lewin
- Alexander Rymanow
- Igor Sasankow
- Alexei Schuk
- Nikolai Schukow
- Oleksandr Sokil
- Pawel Sukosjan
- Mykola Tomin
- Jewgeni Tschernyschow
- Michail Wassiljew
- Igor Zubjuk

### Medwedi Tschechow
Der Verein entstand 2001, als sich die Handballabteilungen der Clubs ZSKA Moskau und Sportakademie zusammenschlossen, um international wettbewerbsfähig zu bleiben. Dabei zog der Verein in den Vorort Tschechow um. Trainer wurde und ist bis heute Wladimir Maximow, der auch Trainer der russischen Nationalmannschaft war. Seit seiner Gründung wurde Medwedi Tschechow jedes Jahr Meister. Auch die zweite Mannschaft des Vereins findet sich jedes Jahr in der oberen Tabellenregion der ersten russischen Liga wieder. 2005/06 holte der Verein den Europapokal der Pokalsieger. Die Russische Nationalmannschaft bestand über Jahre fast ausschließlich aus Spielern von Medwedi Tschechow. Wladimir Maximow hatte aber – als Nationaltrainer – nur die beiden absoluten Topspieler Eduard Kokscharow und Denis Kriwoschlykow ins Ausland wechseln lassen, die anderen Spieler wurden unter allen Umständen in Tschechow gehalten, damit der Verein wettbewerbsfähig blieb. 
Größter Erfolg war das Erreichen des Final Four der EHF Champions League 2009/10, wurde dort aber nur Vierter. Dies war umso überraschender, als man vor der Saison mit Konstantin Igropulo und Jegor Jewdokimow zwei Leistungsträger ausgerechnet an die Final Four Gegner FC Barcelona Borges und BM Ciudad Real abgegeben hatte.
Im Jahr 2013 stand der Verein vor dem Aus, da der Etat nicht mehr aus eigener Kraft gedeckt werden konnte. Daraufhin verließen fast alle Stammkräfte den Verein ins Ausland. Medwedi zog sich aus der Champions League zurück, konnte aber das Weiterbestehen sichern. Seit 2013 konnte Medwedi nie mehr über die Gruppenphase der Champions League hinauskommen. In der Saison 2020/21 nahm der Verein an der EHF European League teil. In der Saison 2021/22 wurde Tschechow auf Grund des russischen Überfalls auf die Ukraine von der EHF aus der EHF European League ausgeschlossen.

### Bekannte ehemalige Spieler
Seit 2001 haben nur sieben nicht-russische Spieler für Medwedi gespielt: zwei Argentinier (Eric Gull/Christian Canzoniero), zwei Belarussen (Arzjom Kulak/Andrej Klimawez), ein Ukrainer (Witalij Schymanskij), ein Moldauer (Vladimir Lollo) und ein Slowake (Richard Štochl).
- Inal Aflitulin
- Samwel Aslanjan
- Wadim Bogdanow
- / Jewhen Budko
- Alexander Derewen
- Timur Dibirow
- Wassili Filippow
- Oleg Grams
- / Eric Gull
- / Sjarhej Harbok
- Konstantin Igropulo
- Witali Iwanow, heute Co-Trainer
- Jegor Jewdokimow
- Alexei Kamanin
- Eduard Kokscharow
- Sergei Mark Kossorotow
- Alexei Kostygow
- Dmitri Kowaljow
- Denis Kriwoschlykow
- Alexei Rastworzew
- Sergei Schelmenko
- Daniil Schischkarjow
- Dmitri Schitnikow
- Oleg Skopinzew
- Richard Štochl
- Alexander Tschernoiwanow
- Michail Tschipurin

## Erfolge

### ZSKA Moskau
- Europapokal der Landesmeister: 1987/88
- Europapokal der Pokalsieger: 1986/87
- Sowjetischer Meister: 1973, 1976, 1977, 1978, 1979, 1980, 1982, 1983, 1987
- Russischer Meister: 1993/94, 1994/95, 1999/2000, 2000/01

### Medwedi Tschechow
- 21× Russischer Meister:  2001/02, 2002/03, 2003/04, 2004/05, 2005/06, 2006/07, 2007/08, 2008/09, 2009/10, 2010/11, 2011/12, 2012/13, 2013/14, 2014/15, 2015/16, 2016/17, 2017/18, 2018/19, 2019/20, 2020/21, 2021/22
- Pokal der Pokalsieger:  2005/06